# Big Black
Big Black var ett stilbildande noiserock-band från Chicago, USA, aktivt mellan 1982 och 1987. 
Big Black skapades av Steve Albini 1982 och gav ut sin första EP, Lungs, 1982 med Albini som enda medlem. På skivan spelade Albini både bas och gitarr medan trummorna sköttes av Roland, trummaskinen. Till nästa skiva, EP:n Bulldozer som kom året därpå hade Big Black utökats med Santiago Durango på gitarr och Jeff Pezzati på bas. Under den korta period som Big Black kom att verka utgavs enbart två fullängdsskivor, Atomizer (1985) och Songs About Fucking (1987) som kom kort sedan bandet splittrats.
Atomizer räknas som ett av 1980-talets viktigaste skivor och har påverkat band som Band of Susans, Helmet, Nine Inch Nails och många andra.
Sedan tiden med Big Black har Steve Albini verkat som producent för otaliga artister.

## Medlemmar
- Steve Albini – sång, gitarr, trummaskin, programmering (1981–1987, 2006), basgitarr (1981–1982)
- Jeff Pezzati – basgitarr, bakgrundssång (1983–1984, 2006)
- Santiago Durango – gitarr, bakgrundssång (1983–1987, 2006)
- Dave Riley – basgitarr, bakgrundssång (1985–1987)

## Diskografi

### Album
- 1986 – Atomizer
- 1987 – Songs About Fucking
- 1987 – Sound of Impact (live)
- 1992 – Pigpile (live)

### EP
- 1983 – Lungs
- 1984 – Bulldozer
- 1984 – Racer-X
- 1987 – Headache